# Ginger ale

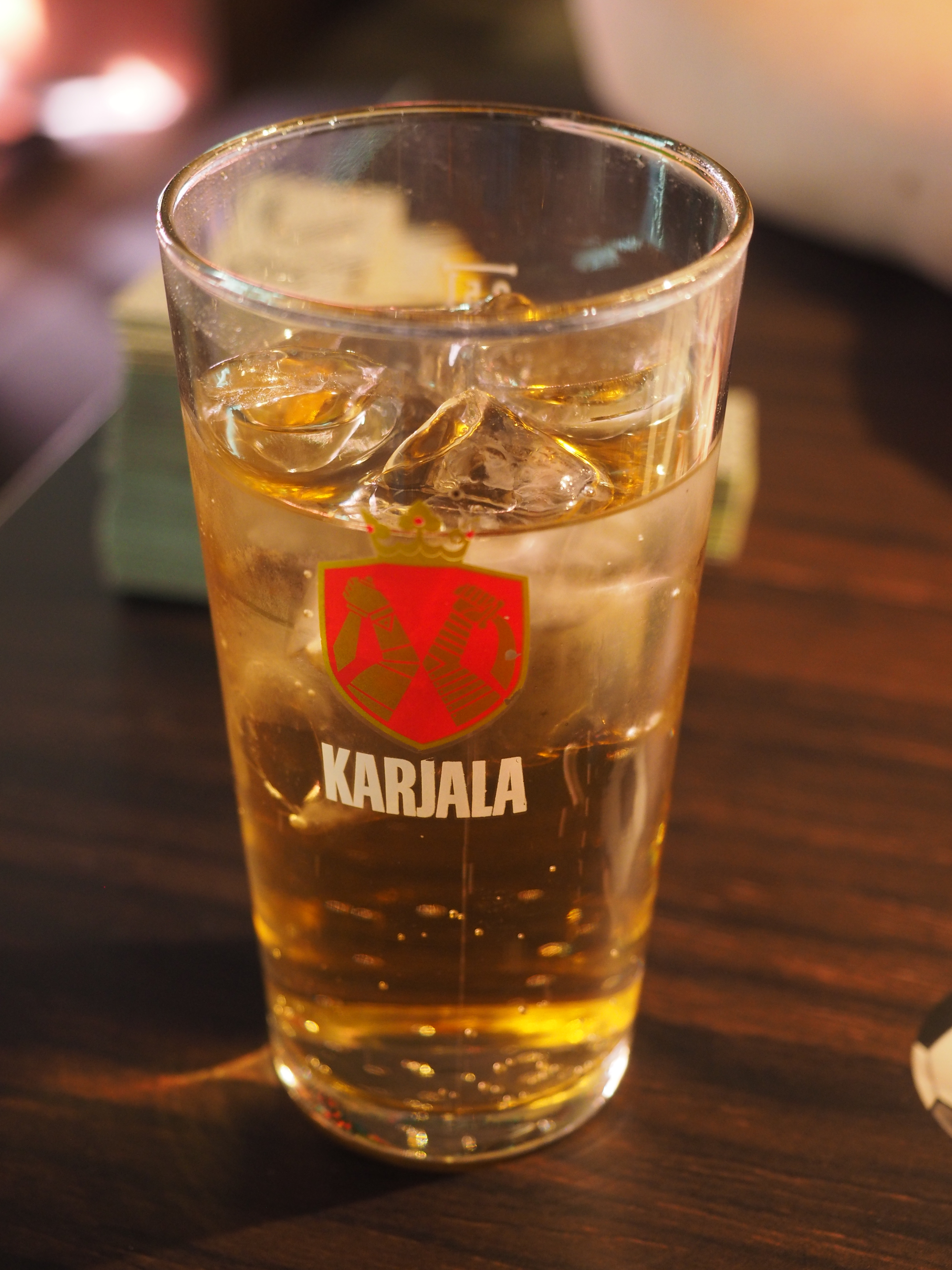
Un bicchiere di ginger ale

Il ginger ale è una bibita a base di estratto della radice di zenzero (ginger in inglese).

## Storia
Esistono due tipi di ginger ale: la varietà golden (oro) e la varietà dry (secco).
La varietà golden ginger ale, dal colore scuro e dal sapore forte, è quella più antica, mentre la varietà dry ginger ale fu sviluppata durante il Proibizionismo, quando era usata nei mix con le bevande alcoliche ed il sapore forte della prima varietà non era desiderato.
Il dry ginger ale superò velocemente il golden ginger ale in popolarità, e oggi quest'ultimo è poco commercializzato (solitamente è una bibita a diffusione locale): Vernors, Blenheim, Chelmsford, e Red Rock sono esempi di golden ginger ale, mentre Canada Dry, Schweppes e Seagram's sono tra le principali marche di dry ginger ale.

## Produzione
Le marche nordamericane comprendono Canada Dry, Vernors, Seagram's, Schweppes, Sussex, Buffalo Rock, Boylan Bottling Company, Polar Beverages, Ale-8-One, Blenheim Ginger Ale, Foxon Park, Market Basket/Chelmsford, Red Rock, Northern Neck Ginger Ale e Reed's.
Il contenuto di zenzero è spesso indicato sulle etichette nella dicitura generica aromi naturali, per preservare il segreto industriale sul complesso mix proprietario di spezie, frutta ed altri aromi.
Vernors è una delle principali golden ginger ale invecchiata quattro anni in botti di rovere prima dell'imbottigliamento. È stata la prima bibita prodotta negli Stati Uniti, a partire dal 1866, sebbene fosse basata su ginger beers importate dall'Irlanda. A Detroit, Michigan, una bibita a base di gelato alla vaniglia e ginger ale Vernors è chiamata Boston cooler. Il nome non deriva da Boston, Massachusetts, dove questo cocktail è sconosciuto, ma da un locale situato sul Boston Boulevard di Detroit dove pare sia stata inventata.

## Uso
Il ginger ale è usata come rimedio popolare per prevenire o alleviare il mal di mare, per sistemare stomaci in disordine e per lenire tossi e mal di gola. Ha un alto contenuto di zuccheri che può causare uno scompenso osmotico dell'intestino più dell'effetto desiderato dello zenzero.
È molto usata nei cocktail, specialmente analcolici come lo Shirley Temple. Viene a volte usata come sostituto analcolico dello champagne, dato che hanno un aspetto simile. Viene anche usata assieme al Southern Comfort nell'omonimo cocktail "southern comfort & ginger ale".
I barman spesso usano una parte di cola e tre parti di gassosa al posto del ginger ale; tendenzialmente questo non ha lo stesso gusto particolare dello zenzero.

## Variazioni
Il dry ginger ale viene venduto anche aromatizzato alla menta. Marche note di ginger ale alla menta sono Cott e Tom Tucker Southern Style. Alcuni ginger ale alla menta hanno un colorante artificiale verde, mentre altre hanno il colore naturale.
Alcuni produttori hanno prodotto ginger ale alla frutta, come Schweppes aromatizzati al lampone, cranberry e uva.
La birra allo zenzero (ginger beer) è una bevanda simile, tipicamente con un gusto di zenzero più forte, meno gassata e meno dolce. Alcune marche possono essere alcoliche.
Un'altra bevanda analoga è la Almdudler, una delle più importanti bibite austriache.